# ظفر خان
ظفر خان هو عسكري أفغاني، ولد في 1953 في Yahyakhel District ‏ في أفغانستان.